# Gosset de les praderies cuanegre
El gosset de la prada cuanegre (Cynomys ludovicianus) és una espècie de rosegador esciüromorf de la família dels esciúrids trobat en les Grans Planes de Nord-amèrica, des del sud del Canadà fins al nord de Mèxic. A diferència d'altres gossets de la prada, aquests animals no hibernen.

## Descripció
El gosset de les praderies cuanegre té generalment un color cafè, sent més clar a la zona del ventre. La seva cua té una ratlla negra, de la qual deriva el nom d'aquest rosegador. Els adults arriben malgrat 600 a 1.300 grams, els mascles solen ser més pesats que les femelles. La longitud del cos va dels 35 als 43 centímetres, amb una cua de 7 a 10 centímetres. Tenen orelles petites, però una aguda audició, i ulls petits i foscos amb una bona visió.